# الفجيج (ليبيا)
الفجيج هي قرية في وادي الحياة في جنوب غرب ليبيا. تقع إلى الشرق من أوباري بحوالي 52 كم، وهي على مفترق الطرق ما بين طريق سبها-أوباري، والطريق المؤدي إلى الجنوب إلى تساوة، ومرزق.